# Rewan Amin
Rewin Amin (Dahuk, 8 gennaio 1996) è un calciatore iracheno con cittadinanza olandese, centrocampista dell'Al-Shorta.

## Biografia
Nato in Iraq, si è trasferito all’età di tre anni con la famiglia nei Paesi Bassi, stabilendosi a Leeuwarden.

## Caratteristiche tecniche
Centrocampista completo, duttile tatticamente e veloce, è abile nel controllo palla e dotato di una buona visione di gioco.

## Carriera
Cresciuto nell'Heerenveen, nel 2013 firma il primo contratto con il club olandese, di durata triennale. Il 12 maggio 2016 prolunga per un'altra stagione, non riuscendo però ad esordire in prima squadra.
Il 2 febbraio 2017 passa al Dalkurd, squadra militante nella seconda serie svedese con cui firma un triennale. A fine anno, il club centra la prima promozione in Allsvenskan della propria storia.
L'anno seguente, a campionato in corso, l'11 agosto 2018 Amin viene acquistato dall'Östersund, con cui si lega fino al 2021. Durante questi tre anni e mezzo parte titolare nella maggior parte delle occasioni, fino a quando nell'agosto 2020 si infortuna gravemente al legamento crociato del ginocchio destro nel corso della partita vinta in trasferta contro l'Elfsborg. Essa è anche la sua ultima partita giocata con l'Östersund, visto che nel rimanente anno e mezzo di contratto rimane fuori causa.
Nel gennaio 2022 torna al Dalkurd per iniziare una seconda parentesi nel club, il quale si apprestava a disputare il campionato di Superettan 2022, terminato però con la retrocessione in terza serie.
La sua carriera nel febbraio 2023 prosegue in Iraq, con il passaggio al Duhok SC.

## Statistiche

### Presenze e reti nei club
Statistiche aggiornate all'8 dicembre 2018.
| Stagione          | Club              | Campionato        | Campionato | Campionato | Coppe nazionali | Coppe nazionali | Coppe nazionali | Coppe continentali | Coppe continentali | Coppe continentali | Supercoppe | Supercoppe | Supercoppe | Totale | Totale |
| Stagione          | Club              | Comp              | Pres       | Reti       | Comp            | Pres            | Reti            | Comp               | Pres               | Reti               | Comp       | Pres       | Reti       | Pres   | Reti   |
| ----------------- | ----------------- | ----------------- | ---------- | ---------- | --------------- | --------------- | --------------- | ------------------ | ------------------ | ------------------ | ---------- | ---------- | ---------- | ------ | ------ |
| 2015-2016         | Heerenveen        | E                 | 0          | 0          | CO              | 0               | 0               | -                  | -                  | -                  | -          | -          | -          | 0      | 0      |
| 2016-feb. 2017    | Heerenveen        | E                 | 0          | 0          | CO              | 0               | 0               | -                  | -                  | -                  | -          | -          | -          | 0      | 0      |
| Totale Heerenveen | Totale Heerenveen | Totale Heerenveen | 0          | 0          |                 | 0               | 0               |                    | -                  | -                  |            | -          | -          | 0      | 0      |
| 2017              | Dalkurd           | S                 | 29         | 0          | CS              | 2               | 0               | -                  | -                  | -                  | -          | -          | -          | 31     | 0      |
| mar.-ago. 2018    | Dalkurd           | A                 | 15         | 0          | CS              | 3               | 0               | -                  | -                  | -                  | -          | -          | -          | 18     | 0      |
| Totale Dalkurd    | Totale Dalkurd    | Totale Dalkurd    | 44         | 0          |                 | 5               | 0               |                    | -                  | -                  |            | -          | -          | 49     | 0      |
| ago.-nov. 2018    | Östersund         | A                 | 12         | 0          | CS              | -               | -               | -                  | -                  | -                  | -          | -          | -          | 12     | 0      |
| 2019              | Östersund         | A                 | -          | -          | CS              | 1               | 0               | -                  | -                  | -                  | -          | -          | -          | 1      | 0      |
| Totale Östersund  | Totale Östersund  | Totale Östersund  | 12         | 0          |                 | 1               | 0               |                    | -                  | -                  |            | -          | -          | 13     | 0      |
| Totale carriera   | Totale carriera   | Totale carriera   | 56         | 0          |                 | 6               | 0               |                    | -                  | -                  |            | -          | -          | 62     | 0      |